# Понцианские острова
Понцианские острова (итал. Isole Ponziane) — архипелаг в Тирренском море недалеко от западного побережья Апеннинского полуострова. Административно Понцианские острова входят в состав провинции Латина региона Лацио. Население островов — 4066 человек (2009). Площадь островов — 11,39 км².

## География
Острова имеют коллективное название в честь крупнейшего из них — острова Понца. Прочими островами архипелага являются Пальмарола, Дзанноне (включён в состав национального парка Чирчео) и Гави, которые вместе с Понцей образуют северо-западную группу островов архипелага, а также Вентотене и Санто-Стефано, формирующие юго-восточную группу островов. Эти две группы отстоят друг от друга на расстояние 22 морских мили. Расстояние от Сабаудии и мыса Чирчео до Дзанноне 12 морских мили, тогда как Вентотене отделяет от Гаэты расстояние в 21 милю. Расстояние между островами Санто-Стефано и Искья составляет 22 морских мили.
Возникновение архипелага связано с вулканической активностью.
На Вентотене и Санто-Стефано расположены сухопутные и морские природоохранные зоны.

## Фауна
На островах архипелага обитает эндемичный вид бабочек нимфалид, бабочка Понца (Hipparchia sbordonii), из рода Hipparchia, внесённый в Красную книгу Италии.

## История
История освоения островов человеком насчитывает не одно тысячелетие. На островах найдены артефакты эпохи неолита и бронзового века. Острова использовались этрусками, создавшими «Голубой грот». Первым письменным упоминанием островов является описание победы римлян над вольсками в 338 году до н. э. Римляне назвали острова «Понтия» (лат. Pontia).

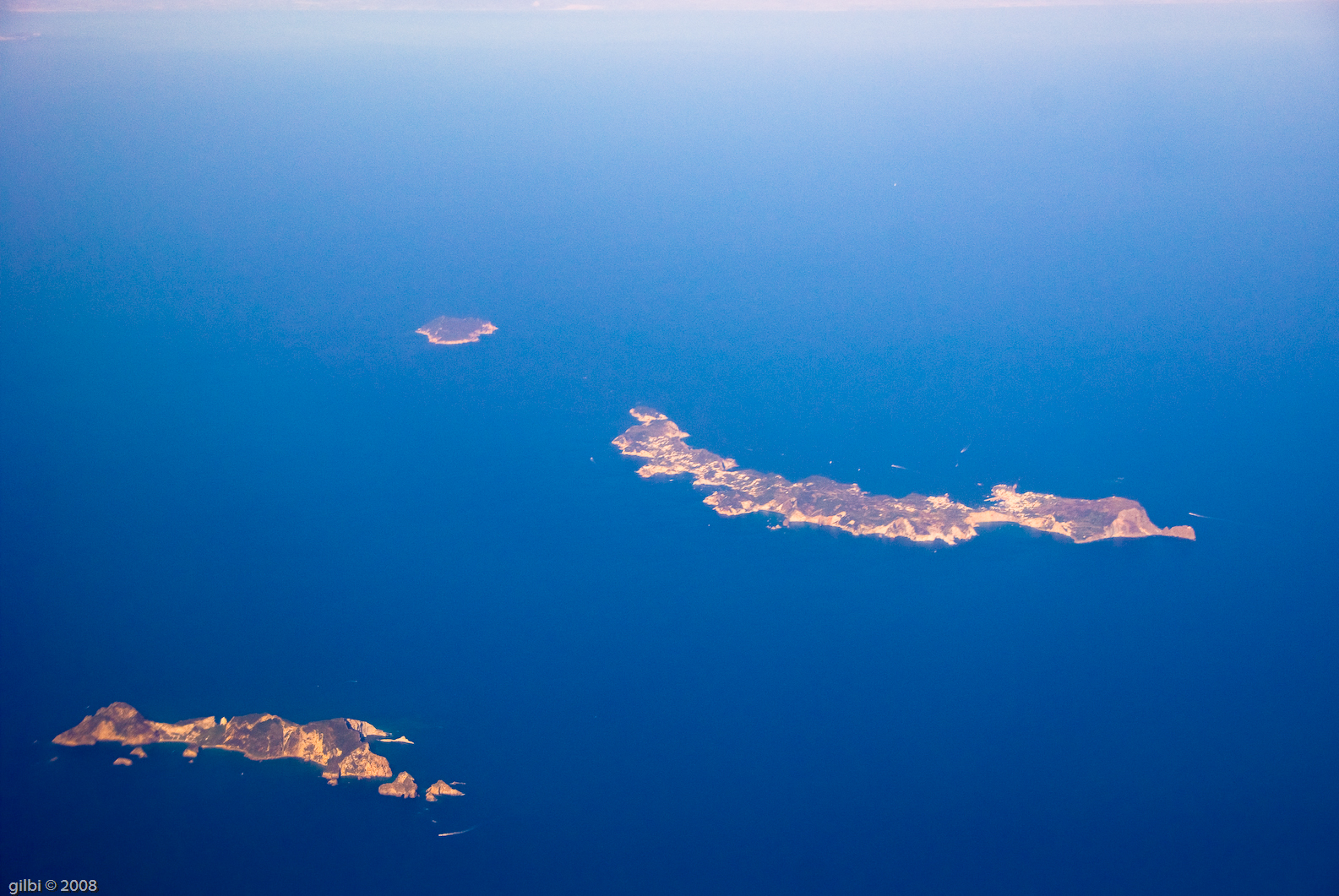
Понцианские острова с высоты

Во время правления Октавиана Августа, население островов увеличилось. Римляне использовали острова Понцу и Вентотене для разведения рыбы. На Понце сохранились рыбоводческие комплексы Grotto di Pilato. На Вентотене сохранились четыре больших рыбных бассейна, расположенных в восточной части острова к югу от нынешней гавани. Также на Вентотене (и в меньшей степени на Понце) существуют остатки римских портовых сооружений. Острова использовались для ссылки неблагонадёжных граждан.
Острова были покинуты в Средние века из-за рейдов сарацин и пиратов, хотя Понца, например, упоминается в «Декамероне» Бокаччо (шестая история второго дня). В XVIII веке Неаполитанское королевство вновь колонизировало острова.
Во время режима Муссолини острова вновь использовались как место ссылки.

## Население
Понца и Вентотене имеют население, малые острова — необитаемы.

## Туризм
В настоящее время Понцианские острова являются популярным и посещаемым туристическим местом. Развиты агротуризм, пляжный отдых, морские экскурсии, подводное плавание. Паромные маршруты связывают архипелаг с Формией, Анцио, Террачиной и Неаполем.